# دبلیوای‌اس‌پی-۱۲
دبلیوای‌اس‌پی-۱۲ یک ستاره است که در صورت فلکی ارابه‌ران قرار دارد.